# Charles de Meaux
Pour les articles homonymes, voir Meaux (homonymie).
Charles de Meaux est un réalisateur et artiste contemporain, né en 1967. Il est l’un des premiers à travailler sur l'espace entre les arts plastiques et le cinéma.

## Biographie
Dans ses œuvres filmées, Charles de Meaux porte une réflexion sur les modes de narration et sur les rapports entre le réel et la fiction, voire la science fiction.
Il accorde toujours une place prépondérante au paysage, dont il aime faire le portrait comme on le fait d’un personnage. Il met au premier plan le thème de la réception de l’image, avec un travail sur l’aperçu, l’extrait, le résumé, la promesse, l’attente, l’attrait. En témoignent ses Trailer, nés du constat qu’on voit plus de bandes-annonces que de films, qu’on lit plus de quatrièmes de couverture que de livres, qu’on feuillette plus de comptes rendus qu’on ne voit d’expositions. En toute logique, Charles de Meaux ne perd jamais de vue la question de la monstration et des modes de production.
Il explore la pertinence de l'art dans le monde, en abordant la question de l'altérité et de la représentation de la nature et des paysages. Une grande partie de son travail porte sur la signification du paysage dans le monde contemporain et sur la façon dont nous habitons et vivons la Terre. 
En 2024, Charles de Meaux mène des recherches interdisciplinaires en collaboration avec des climatologues et des biologistes pour spéculer sur les possibles changements morphologiques et biologiques de la grue du Japon . Il présente alors au Tank (Shanghai) Bird from the Future une installation qui interroge l’impact écologique de l’homme s et la manière dont les espèces peuplant la Terre peuvent s’adapter et survivre à un environnement naturel plus rude
Avec une forte volonté de sortir l'art de l'espace protégé des musées ou des salles de cinéma, le travail de Charles de Meaux est très présent dans l'espace public. Ainsi, l'une de ses dernières créations, Bestiaire, est une œuvre numérique visible uniquement depuis les rames de métro, dans le tunnel entre deux stations de la ville de Rennes..
- Le Pont du trieur, projeté en 2001 au Centre Pompidou dans le cadre de la programmation Prospective Cinéma.
- Alien intelligence is coming from Earth (2002), exposé en extérieur et de façon permanente au New Media Museum de Busan en Corée du Sud depuis 2007. C'est une installation vidéo comprenant un très grand écran installé dans l’eau.
- You should be the next Astronaut (2004), présenté par l’institution new yorkaise Creativetime et projeté sur un écran géant à Times Square en 2006.
- Shimkent Hotel (2003), Death of Glory (2006) et You should be the next Astronaut, regroupés sous le titre Warning to the spectator et montrés au Musée Solomon R. Guggenheim de New York en 2009.
- Sept portraits de paysages marins, présenté en 2012 dans le cadre de l’Exposition Internationale de Yeosu en Corée du Sud. C'est une installation sonore et vidéo particulièrement novatrice, sur un écran de 200m de long et 40m de large.
- Le Train Fantôme, installation sonore et visuelle présentée en 2014 au Centre national d'art et de culture Georges-Pompidou à Paris et en 2017 pour l'exposition des 40 ans du centre d' art Le Consortium à Dijon.

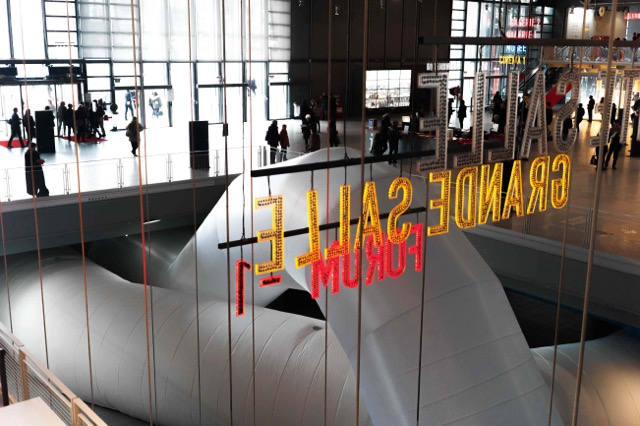
Charles de Meaux- Ghost Train - Centre Pompidou

Dans le but de produire son premier film, Le pont du Trieur (coécrit avec Philippe Parreno), il fonde en 1997 la société de production Anna Sanders Films, avec Philippe Parreno, Pierre Huyghe, Xavier Douroux et Franck Gautherot (tous les deux du Consortium de Dijon), puis Dominique Gonzalez-Foerster.
Il a ainsi produit ou coproduit tous les films du Thaïlandais Apichatpong Weerasethakul, notamment Tropical Malady (Prix du jury au Festival de Cannes en 2004) , Oncle Boonmee, celui qui se souvient de ses vies antérieures (Palme d’or du Festival de Cannes en 2010) et Cemetery of Splendour et Memoria (Prix du jury du Festival de Cannes en 2021, ex æquo avec Le Genou d'Ahed de Nadav Lapid). 
Dans ses deux derniers longs métrages (Stretch, 2011 et Le Portrait interdit — sorti le 20 décembre 2017), Charles de Meaux questionne la rencontre entre deux cultures, celle de la Chine et celle de la France.

## Installations
- Stanwix, 2000
- Alien intelligence is coming from Earth, 2002
- You should be the next Astronaut, 2004
- Death or Glory, 2006
- Marfa Mystery lights, 2006
- Garish sun, 2009
- Le Train Fantôme, 2014
- Oiseaux (ENS, Paris- Saclay), 2022
- Bestiaire (Rennes Metropole), 2022
- Two Voices in the Murky Light (Nouveau Musée National Monaco), 2024
- The Bird From the Future (Tank, Shanghai), 2024

## Filmographie
- 2000 : Le Pont du trieur
- 2003 : Shimkent Hotel
- 2011 : Stretch
- 2017 : Le Portrait interdit

## Principales collections
- CNAP, France
- MoMA, New York
- New Media Museum, Busan